# Araneus tengxianensis
Araneus tengxianensis är en spindelart som beskrevs av Zhu och Zhang 1994. Araneus tengxianensis ingår i släktet Araneus och familjen hjulspindlar. Inga underarter finns listade i Catalogue of Life.